# Cố Trấn
Cố Trấn (chữ Hán giản thể: 固镇县, Hán Việt: Cố Trấn huyện) là một huyện thuộc địa cấp thị Bạng Phụ, tỉnh An Huy, Cộng hòa Nhân dân Trung Hoa. Huyện Cổ Trấn nằm ở tây trung bộ của An Huy, được thành lập ngày 1 tháng 7 năm 1965 trên cơ sở tách ra từ các huyện Túc (nay là thành phố Túc Châu), Linh Bích, Hoài Viễn và Ngũ Hà. Huyện này có diện tích 1450 km2, dân số 633.000 người. Mã số bưu chính của Cổ Trấn là 233700. Huyện Cổ Trấn được chia thành 8 trấn và 3 huơng.